# Рена
Рена (нем. Rehna) — город в Германии, в земле Мекленбург-Передняя Померания.
Входит в состав района Северо-Западный Мекленбург. Подчиняется управлению Рена. Население составляет 2984 человека (на 31 декабря 2010 года). Занимает площадь 22,52 км². Официальный код — 13 0 58 084.

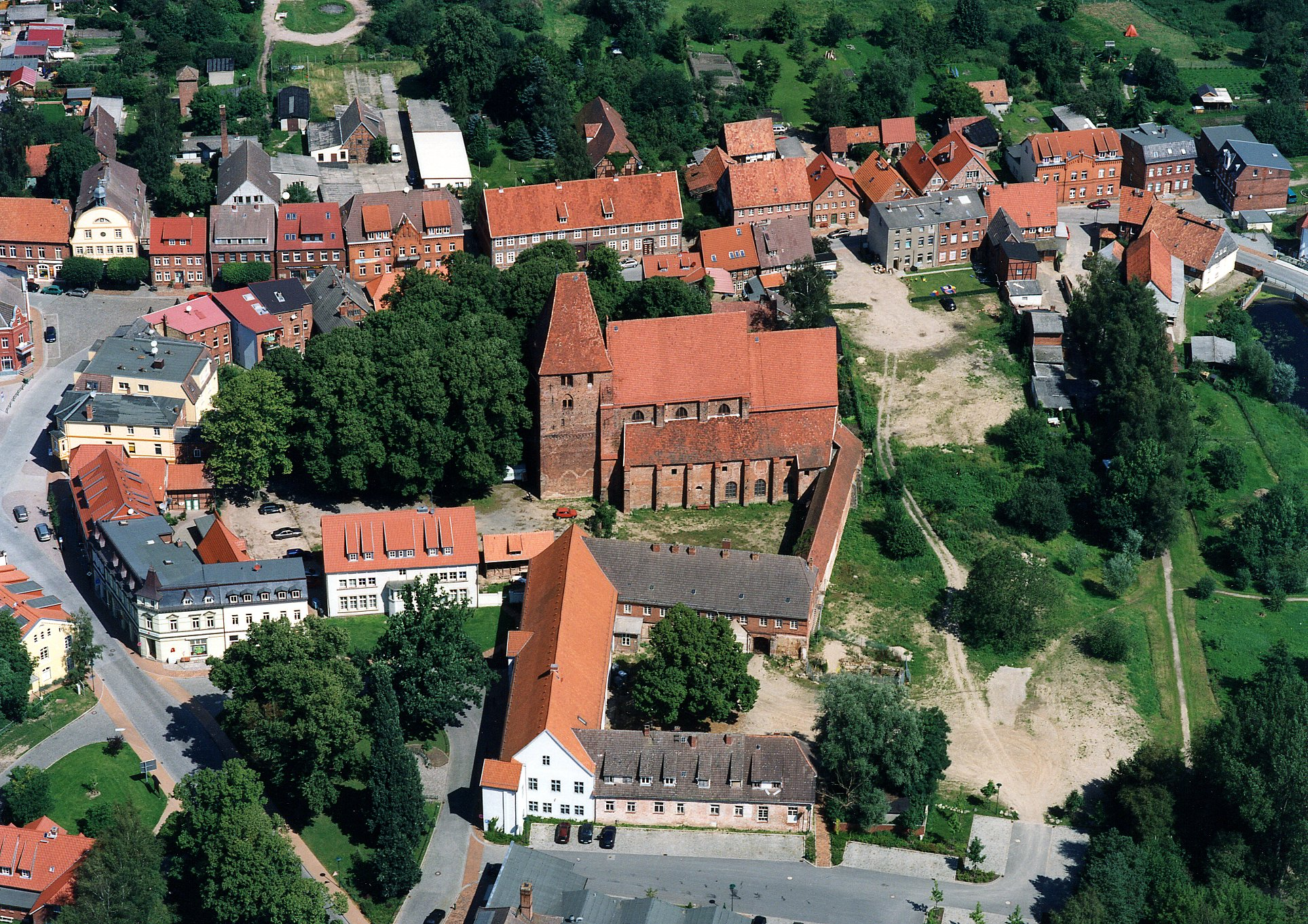
Рена
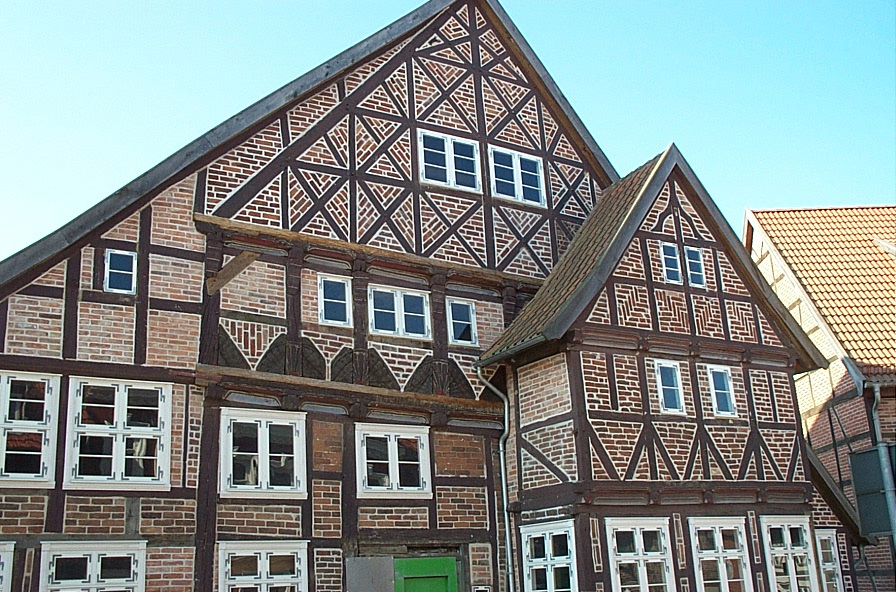
Рена